# Enfield Modelo 1853
El Enfield Modelo 1853 (también conocido como Pattern 1853 Enfield, P53 Enfield y fusil-mosquete Enfield) era un fusil de avancarga de calibre 15 mm (.577) parecido al Minié, empleado por el Imperio británico desde 1853 hasta 1867, cuando varios fusiles Enfield 1853 fueron transformados y reemplazados en servicio por el fusil de retrocarga Snider-Enfield.

## Historia y desarrollo
El término "fusil-mosquete" indicaba que el fusil era de la misma longitud que el mosquete al que había reemplazado, porque se creía necesario un fusil largo para permitir que los cañones de los fusiles de la segunda línea sobresalgan por delante de la cara de los hombres en la primera línea, asegurando que el arma fuese lo suficientemente larga al montarle la bayoneta para que fuera capaz de repeler un ataque de caballería en caso necesario.
El ánima del cañón de 990 mm (39 pulgadas) tenía tres estrías, con una tasa de rotación de 1:78, estando unido al guardamanos con tres abrazaderas metálicas, por lo que el fusil era llamado con frecuencia "modelo de tres bandas".
Sus cartuchos de papel contenían 4,4 g (68 granos) de pólvora negra y la bala era usualmente una Pritchett de 34 g (530 granos) o una Burton-Minié, que podían ir a una velocidad de 259-247 m/s (850-900 pies/segundo). La bala Pritchett fue desarrollada por William Pritchett en la década de 1850.
El alza ajustable tipo escalera del Enfield estaba graduada para alcances de 91 m (100 yardas) - la distancia predeterminada o "de combate" - 180 m (200 yardas), 270 m (300 yardas) y 370 m (400 yardas). Para distancias superiores, su alza se desplegaba y estaba graduada (según el modelo y fecha de fabricación) para distancias desde 820 m (900 yardas) hasta 1.140 m (1250 yardas). Los soldados británicos eran entrenados para impactar un blanco de 180 cm (6 pies) por 61 cm (2 pies) - con una diana de 61 cm (2 pies) de diámetro y dos puntos - a una distancia de 550 m (600 yardas). El blanco empleado para distancias de 590 m (650 yardas) a 820 m (900 yardas) tenía una diana con un diámetro de 91 cm (3 pies) y cualquier soldado que lograse 7 puntos con 20 balas a esa distancia era designado como tirador.

## Guerra de Crimea
Al estallar la guerra entre Rusia y Turquía, el Reino Unido se dio cuenta de que solo sería cuestión de tiempo verse involucrado en el conflicto. El Ejército británico estaba en medio de una importante transición de armamento, de los mosquetes de ánima lisa a los fusiles de avancarga. Mientras que tres de las cuatro divisiones del Ejército desplegadas en Crimea habían sido equipadas con el fusil Minié Modelo 1851, los otros regimientos del Ejército desplegados en los territorios del Imperio británico aún empleaban el mosquete Modelo 1842. Para finales de 1853, el fusil Enfield fue aprobado por el Departamento de Guerra para el Ejército y entró en producción. El Enfield fue ampliamente utilizado en la Guerra de Crimea (1853-1856), suministrándose los primeros fusiles Enfield a los soldados a partir de febrero de 1855.

## Rebelión en la India de 1857

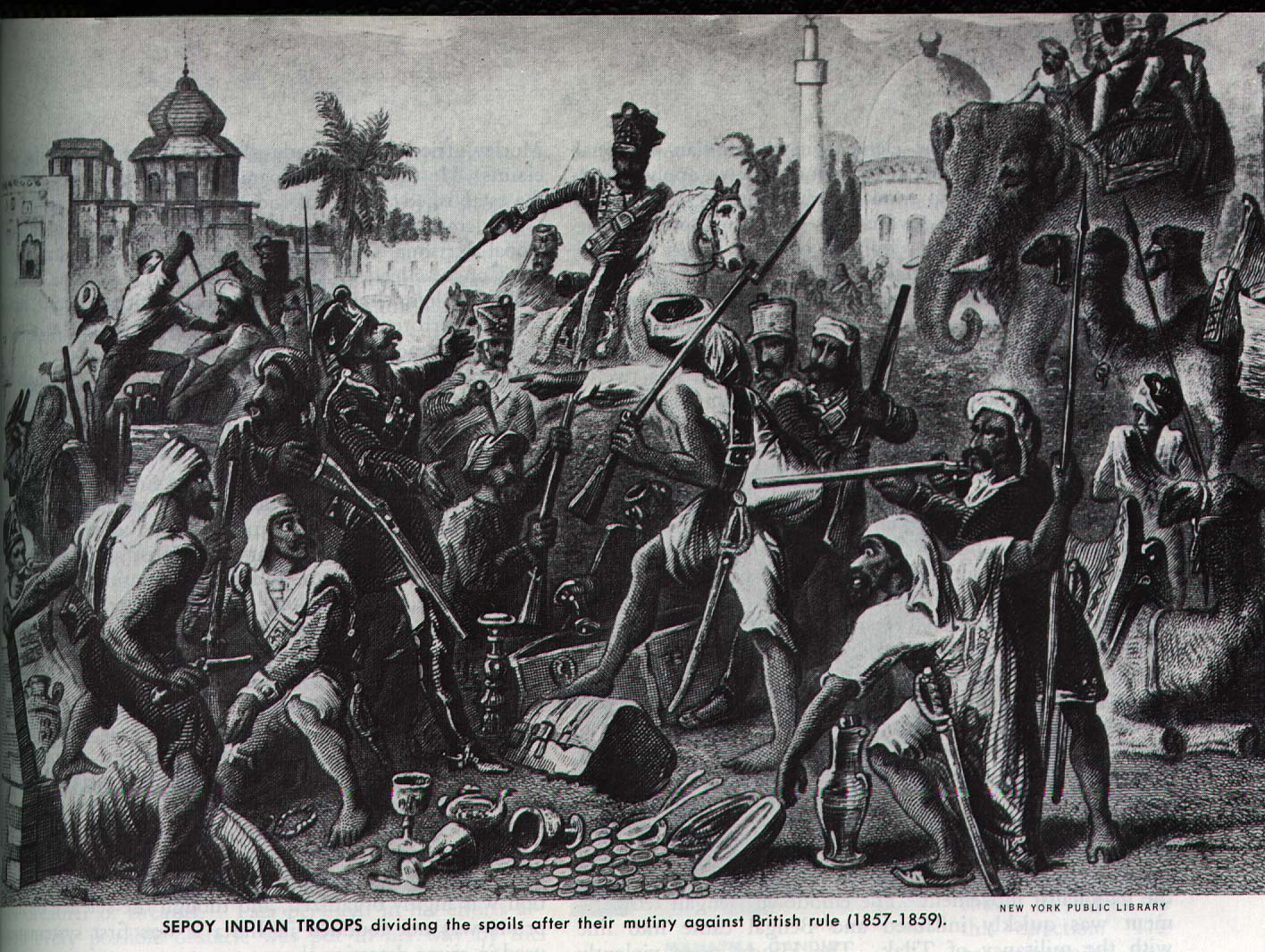
Un grabado titulado Cipayos indios repartiéndose el botín después de su motín contra el dominio británico, que incluye unos fusiles.

El Enfield P53 fue introducido a las tropas coloniales indias en 1856. El fusil de avancarga Enfield fue uno de los factores que inició la Rebelión en la India de 1857. Los cipayos de los ejércitos de la Compañía Británica de las Indias Orientales en la India fueron equipados con el nuevo fusil en 1857, empezando a circular rumores[cita requerida] que los cartuchos de papel estaban engrasados con sebo de res, manteca de cerdo, o una mezcla de ambas - una idea aberrante tanto para los soldados hindúes como los soldados musulmanes, ya que iba en contra de sus principios religiosos.
El entrenamiento militar británico de la época indicaba a los soldados lo siguiente :"rasguen con los dientes el cartucho de papel, viertan la pólvora dentro del cañón, baqueteen el cartucho con la bala dentro del cañón, retiren la baqueta, pongan el martillo en posición intermedia, ajusten el alza, pongan la cápsula fulminante en la chimenea, presenten armas y disparen."  Los manuales de tiro también recomendaban que, "cuando la grasa alrededor de la bala parece haberse derretido o fue retirada del cartucho, los lados de la bala deben humedecerse en la boca antes de introducirla en el cañón; la saliva servirá como grasa al momento".
La idea de llevarse a la boca cualquier objeto que estuviese manchado con grasa de res o cerdo era totalmente inaceptable para los cipayos, así que cuando protestaron, se les sugirió que produzcan sus propios lotes de cartuchos, empleado un agente lubricante religiosamente aceptado, tal como el ghee o el aceite vegetal. Esto pareció confirmar el rumor que los cartuchos suministrados estaban engrasados con grasa de cerdo y/o res. Otra sugerencia fue que los cipayos rasguen el cartucho con las manos (en lugar de usar los dientes), la cual fue rechazada por ser poco práctica - muchos de los cipayos habían hecho prácticas de tiro diarias por años y estaban acostumbrados a rasgar el cartucho con los dientes. Coincidentemente, después de la rebelión los manuales cambiaron el método de abrir el cartucho a, "lleve el cartucho al índice y pulgar de la mano izquierda y, con el brazo pegado al cuerpo, rasgue cuidadosamente el extremo sin derramar la pólvora". La indiferencia de muchos oficiales británicos ante el problema observado por los cipayos solamente alimentó la ya volátil situación, ayudando a iniciar la rebelión en 1857.

## Guerra de las Tierras de Nueva Zelanda
El fusil Enfield 1853 fue suministrado a los regimientos del Ejército británico, milicias coloniales, unidades de voluntarios y posteriormente al Armed Constabulary (Policía armada) de Nueva Zelanda, siendo ampliamente utilizado a mediados y finales de la Guerra de las Tierras de Nueva Zelanda. Los primeros fusiles Enfield fueron suministrados a los regimientos 58.º y 65º, estacionados en el país, en 1858. El Enfield no era el arma ideal para emplearse en las colinas densamente cubiertas por arbustos de Nueva Zelanda, debido a su gran longitud y peso. Se formaron unidades especiales llamadas Forest Rangers para combatir a los rebeldes en los arbustos, pero después de su primera expedición a las colinas cubiertas de arbustos de las cordilleras Hunua, al sur de Auckland, la mayoría de fusiles Enfield fueron devueltos y reemplazados con una mezcla de armas más cortas y ligeras, tales como carabinas de retrocarga Calisher y Terry, y revólveres Colt Navy .36 y Beaumont-Adams .44. Las unidades especiales conservaron unos cuantos Enfield 1853 para su empleo como fusiles de francotirador. Los Enfield continuaron siendo empleados por varios regimientos de línea británicos en el terreno más abierto y cubierto por helechos del interior del condado de Waikato.
Los maoríes también compraron varios fusiles Enfield, tanto a los británicos (que los vendían a tribus amistosas) como a comerciantes europeos que no tenían reparos respecto a quiénes suministraban armas de fuego, pólvora y balas.Tras la introducción del Snider-Enfield, varios de los fusiles Enfield de los arsenales del Armed Constabulary fueron vendidos a civiles, siendo armas de tiro y cacería populares en Nueva Zelanda hasta finales del siglo XIX, mucho después de la introducción de armas de fuego que empleaban cartuchos metálicos.

## Guerra de Secesión

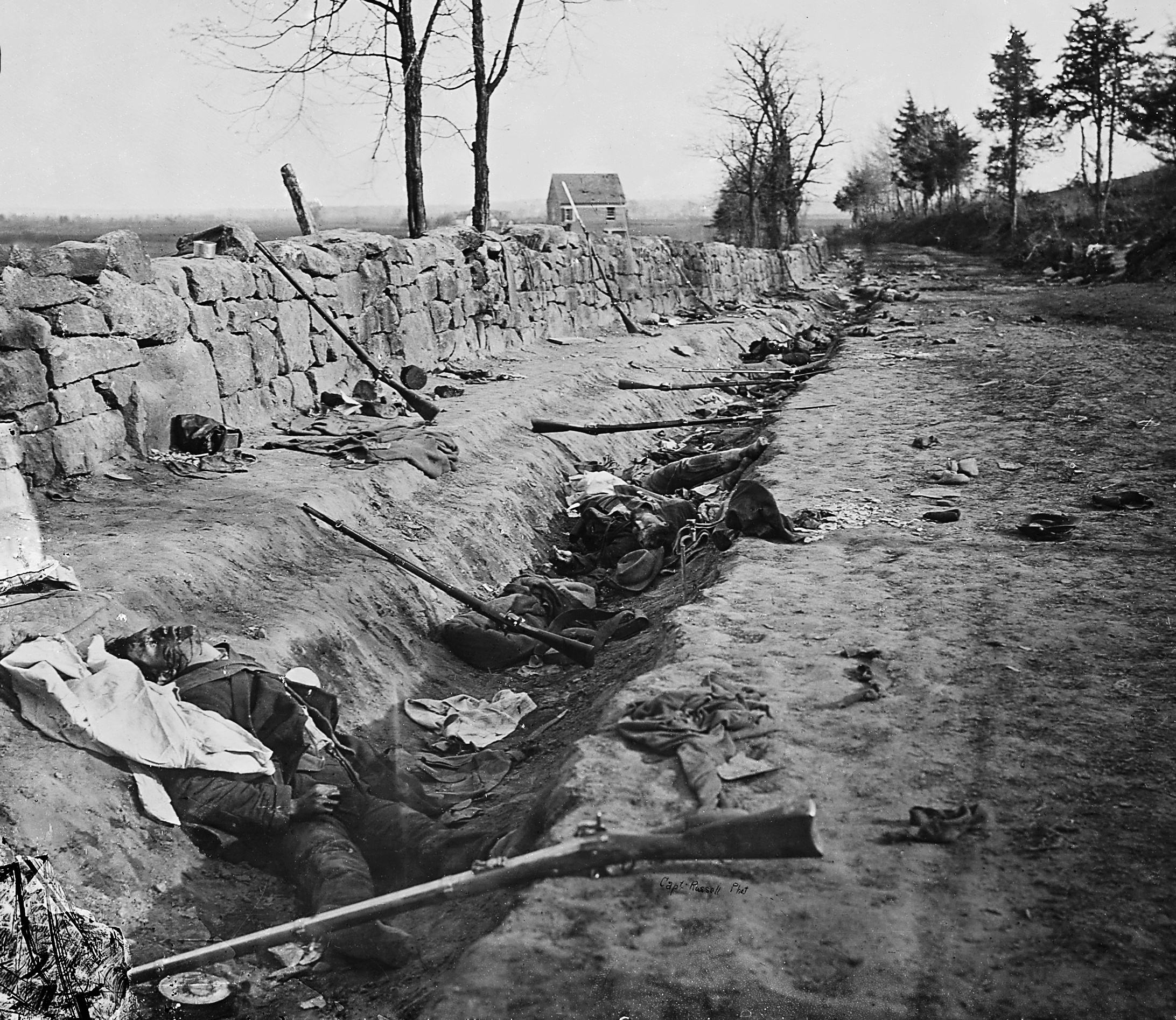
Soldados confederados muertos tras la Segunda batalla de Fredericksburg, el 3 de mayo de 1863. Se pueden ver varios fusiles Enfield 1853 que fueron arrojados o cayeron al suelo.

El fusil Enfield 1853 también fue empleado por ambos bandos en la Guerra de Secesión, siendo el segundo fusil más empleado en la guerra, solo superado por el Springfield Modelo 1861. Los confederados importaron más fusiles Enfield que cualquier otra arma durante la guerra, comprándolos a contratistas privados y traficantes de armas. Se ha estimado que más de 900.000 fusiles Enfield P53 fueron importados a Norteamérica y fueron empleados en cada batalla importante desde la Batalla de Shiloh (abril de 1862) y el Sitio de Vicksburg (mayo de 1863), hasta las batallas finales de 1865. El fusil era muy solicitado entre las tropas confederadas. Según una encuesta efectuada por oficiales británicos durante las primeras etapas de la guerra sobre las armas de las fuerzas confederadas occidentales, casi el 70% estaban armadas con armas de ánima lisa, como el Springfield Modelo 1842, entre otras. Más tarde se volvió a efectuar la misma encuesta, hallando que más del 75% tenían un fusil y la mayoría eran el Enfield Modelo 1853.[cita requerida]

## Réplicas
El fusil Enfield 1853 es muy buscado por los tiradores y cazadores, recreadores históricos de la Guerra de Secesión y coleccionistas de armas militares británicas por su calidad, precisión y fiabilidad. Los Enfield originales son sencillos de obtener y en la mayoría de casos, más baratos que una réplica debido a la importación a Estados Unidos por IMA-USA de varias de estas armas halladas en el "Refugio nepalés". Las empresas italianas Euroarmas y Armi Chiappa (Armi Sport) producen una réplica moderna del Enfield 1853, que está disponible para el mercado civil.[cita requerida]
La compañía británica Parker Hale también produjo réplicas del Enfield 1853 y el mosquetón Enfield Modelo 1861 en la década de 1970. Eras armas fueron hechas siguiendo los diseños originales, pero no son muy adecuadas para emplearse en recreaciones históricas de la Guerra de Secesión, porque han sido hechas según las especificaciones del cuarto modelo, que incluye las abrazaderas Baddeley. El cuarto modelo originalmente se fabricó demasiado tarde para haber sido empleado en la Guerra de Secesión. Los modelos apropiados para recreaciones históricas serían los fusiles con tres abrazaderas del segundo y tercer modelo.

## Usuarios
- Reino Unido
  - Territorio británico de ultramar
- Dinamarca
- Estados Unidos
- Estados Confederados de América
- Imperio del Brasil
- Imperio del Japón